# Мейпл-Гайтс-Лейк-Дезаєр (Вашингтон)
Мейпл-Гайтс-Лейк-Дезаєр (англ. Maple Heights-Lake Desire) — переписна місцевість (CDP) в США, в окрузі Кінг штату Вашингтон. Населення — 3873 особи (2020).

## Географія
Мейпл-Гайтс-Лейк-Дезаєр розташований за координатами 47°26′10″ пн. ш. 122°5′40″ зх. д. / 47.43611° пн. ш. 122.09444° зх. д. (47.436234, -122.094316).  За даними Бюро перепису населення США в 2010 році переписна місцевість мала площу 11,15 км², з яких 10,63 км² — суходіл та 0,52 км² — водойми.

## Демографія
Згідно з переписом 2010 року, у переписній місцевості мешкали 3152 особи в 1110 домогосподарствах у складі 900 родин. Густота населення становила 283 особи/км².  Було 1182 помешкання (106/км²).
Расовий склад населення:
| - 77,7 % — білих - 13,9 % — азіатів - 2,6 % — чорних або афроамериканців - 0,6 % — корінних американців - 0,2 % — вихідців з тихоокеанських островів - 1,4 % — осіб інших рас |

До двох чи більше рас належало 3,6 %. Частка іспаномовних становила 3,4 % від усіх жителів.
За віковим діапазоном населення розподілялося таким чином: 25,3 % — особи молодші 18 років, 62,7 % — особи у віці 18—64 років, 12,0 % — особи у віці 65 років та старші. Медіана віку мешканця становила 43,6 року. На 100 осіб жіночої статі у переписній місцевості припадало 101,8 чоловіків;  на 100 жінок у віці від 18 років та старших — 101,4 чоловіків також старших 18 років.
Середній дохід на одне домашнє господарство  становив 125 406 доларів США (медіана — 105 819), а середній дохід на одну сім'ю — 137 477 доларів (медіана — 109 375). Медіана доходів становила 91 726 доларів для чоловіків та 69 620 доларів для жінок. За межею бідності перебувало 3,5 % осіб, у тому числі 1,7 % дітей у віці до 18 років та 0,0 % осіб у віці 65 років та старших.
Цивільне працевлаштоване населення становило 1724 особи. Основні галузі зайнятості: виробництво — 18,6 %, науковці, спеціалісти, менеджери — 16,5 %, освіта, охорона здоров'я та соціальна допомога — 12,4 %, роздрібна торгівля — 9,2 %.